# 崔相建
崔相建（최상건，1953年4月28日—），北韓政治家，任職金日成綜合大學校長、高等教育相及國家科技委員會委員長。

## 生平
崔相建出生於咸鏡南道，後加入朝鮮勞動黨和在國家科技委員會擔當副委員長。2012年8月，晉升為該機構的委員長。2014年3月的最高人民會議選舉中，他首次當選為代議員。2019年，未能連任最高人民會議代議員，但接替太亨彻出任金日成綜合大學校長及高等教育相。

## 資料來源
1. 1 2  .   [2014-05-04]. （原始内容存档于2016-03-04）.
2. ↑  . 勞動新聞. 2019-04-12  [2019-04-12]. （原始内容存档于2019-04-12） （中文）.